# هارولد وليامز (صحفي)
هارولد وليامز (بالإنجليزية: Harold Williams)‏ هو صحفي نيوزلندي، ولد في 6 أبريل 1876 في أوكلاند في نيوزيلندا، وتوفي في 18 نوفمبر 1928 في لندن في المملكة المتحدة.